# Coro da Camera
Coro da Camera – chór kameralny Uniwersytetu Przyrodniczego w Poznaniu.
Chór powstał w 1993 z inicjatywy dyrygentki - Barbary Dąbrowskiej-Silskiej. Składa się z maksymalnie 25-30 śpiewaków. Repertuar obejmuje różne style i formy - od klasyki po muzykę rozrywkową. Członkami mogą być studenci i absolwenci Uniwersytetu Przyrodniczego i innych poznańskich uczelni, głównie amatorzy. Chór uczestniczy w poznańskich wydarzeniach muzycznych, m.in. Betlejem Poznańskim.
Ponadto wziął udział w:
- Międzynarodowym Konkursie Chórów im. F. Mendelssohna w Dautphetal (Niemcy, 1996),
- Międzynarodowym Konkursie Chórów Crystalex Chor w Nowym Borze (Czechy, 1997, Srebrny Dyplom i Nagroda Specjalna za najlepsze wykonanie utworu obowiązkowego),
- XII Festiwalu Chórów im. Stasisa Simkusa w Kłajpedzie (Litwa, 1999),
- IV Międzynarodowym Festiwalu Chórów Alta Austeria w Alto Adige (Włochy, 2001),
- Międzynarodowym Festiwalu Muzyki Romantycznej we Vlachovo Březí (Czechy, 2003),
- prezentacji polskiej kultury bożonarodzeniowej Staernen Markt w Poczdamie (Niemcy, 2006),
- VI Międzynarodowe Chełmińskie Spotkania Chóralne (Chełmno, 2011, II nagroda)[1].